# Чаптиев, Багаутдин Салаутдинович
Багаутдин Салаутдинович Чаптиев (19 января 1957, Буйнакск, Дагестанская АССР, РСФСР, СССР) — советский спортсмен и тренер, каратист, Обладатель Кубка СССР по карате, чемпион РСФСР, заслуженный тренер России по ушу-саньда.

## Биография
Родился в Буйнакске. Во время учебы в Махачкалинском автодорожном техникуме всерьёз занялся восточными единоборствами. Является обладателем Кубка СССР и чемпионом РСФСР. В 1985 году проходил семинары по переподготовке по ушу-саньда в халимбекаульской РАШБИ «Пять сторон света», далее занялся тренерской карьерой. В 2004 году ему было присвоено звание заслуженный тренер России.

## Известные воспитанники
- Гадисов, Махач Маматханович
- Порсуков, Артур Абдулмуслимович
- Джангишиев, Гаджи Магомедович
- Курбанов, Рашид Курбанмагомедович
- Ахадов, Мурад Камалутдинович
- Гасанбеков, Батыр Тайгипович

## Личная жизнь
Окончил Дагестанский государственный педагогический институт и Махачкалинский автодорожный техникум. По национальности — кумык.